# Зализничный поселковый совет
Зализничный поселковый совет (укр. Залізнична селищна рада) — входит в состав
Гуляйпольского района
Запорожской области
Украины.
Административный центр поселкового совета находится в 
пгт Зализничное.

## Населённые пункты совета
- пгт Зализничное